# زاوية الأربعاء نايث إيراثن
زاوية الأربعاء نايث إيراثن أو زاوية سيدي الصديق بن أعراب الإيراثني هي إحدى الزوايا في الجزائر التابعة لمنهاج الطريقة الرحمانية، والواقعة في عرش آيث إيراثن حول بلدية الأربعاء نايث إيراثن بدائرة الأربعاء نايث إيراثن ضمن ولاية تيزي وزو.

## التأسيس
تم تأسيس زاوية الأربعاء نايث إيراثن من طرف العالم الجليل «سيدي الصديق بن أعراب الإيراثني» داخل قرية من قرى عرش آيث إيراثن في الجزائر.
وكان الشيخ سيدي الصديق بن أعراب الإيراثني قد تخرّج من الأزهر الشريف وعاد منه بعلوم جمّة وثقافة واسعة، وتتلمذ على يديه سيدي أمحمد بن عبد الرحمن الأزهري في بداية أمره.
وكان تلاميذ «سيدي الصديق بن أعراب الإيراثني» هم قادة مقاومة الاحتلال الفرنسي في منطقة عرش آيث إيراثن بمشاركة الشريف بوبغلة.

## المرافق
تضم زاوية الأربعاء نايث إيراثن حاليا عدّة مرافق، أهمّها:
1. المسجد الجامع.[5]
2. بيت القرآن.[6]
3. بيوت الطلبة.[7]
4. قاعات الإطعام.[8]
5. سكنات لإقامة الزائرين.[9]
6. مسكن شيخ الزاوية.[10]

## شيوخ الزاوية
| رقم | الشيخ                          | البداية | النهاية |
| --- | ------------------------------ | ------- | ------- |
| 01  | سيدي الصديق بن أعراب الإيراثني | 1722م   | 1751م   |
| 02  | سيدي علي بن عيسى[بحاجة لمصدر]  | 1751م   | 1780م   |

## أعلام الزاوية
- سيدي أمحمد بن عبد الرحمان بوقبرين الأزهري[12]
- الشريف بوبغلة[13]
- الشيخ الحداد[14]

### فايسبوك
- زاوية الأربعاء نايث إيراثن  على فيسبوك.

### فيديوهات
- قرى الأربعاء نايث إيراثن تحتفل بذكرى مؤتمر الصومام على يوتيوب
- تعريف بزاوية بونوح على يوتيوب
- تعريف بسيدي أمحمد بن عبد الرحمن الأزهري على يوتيوب

### وصلات خارجية
- الموقع الرسمي لوزارة الشؤون الدينية والأوقاف الجزائرية